# Bertl Sachsel

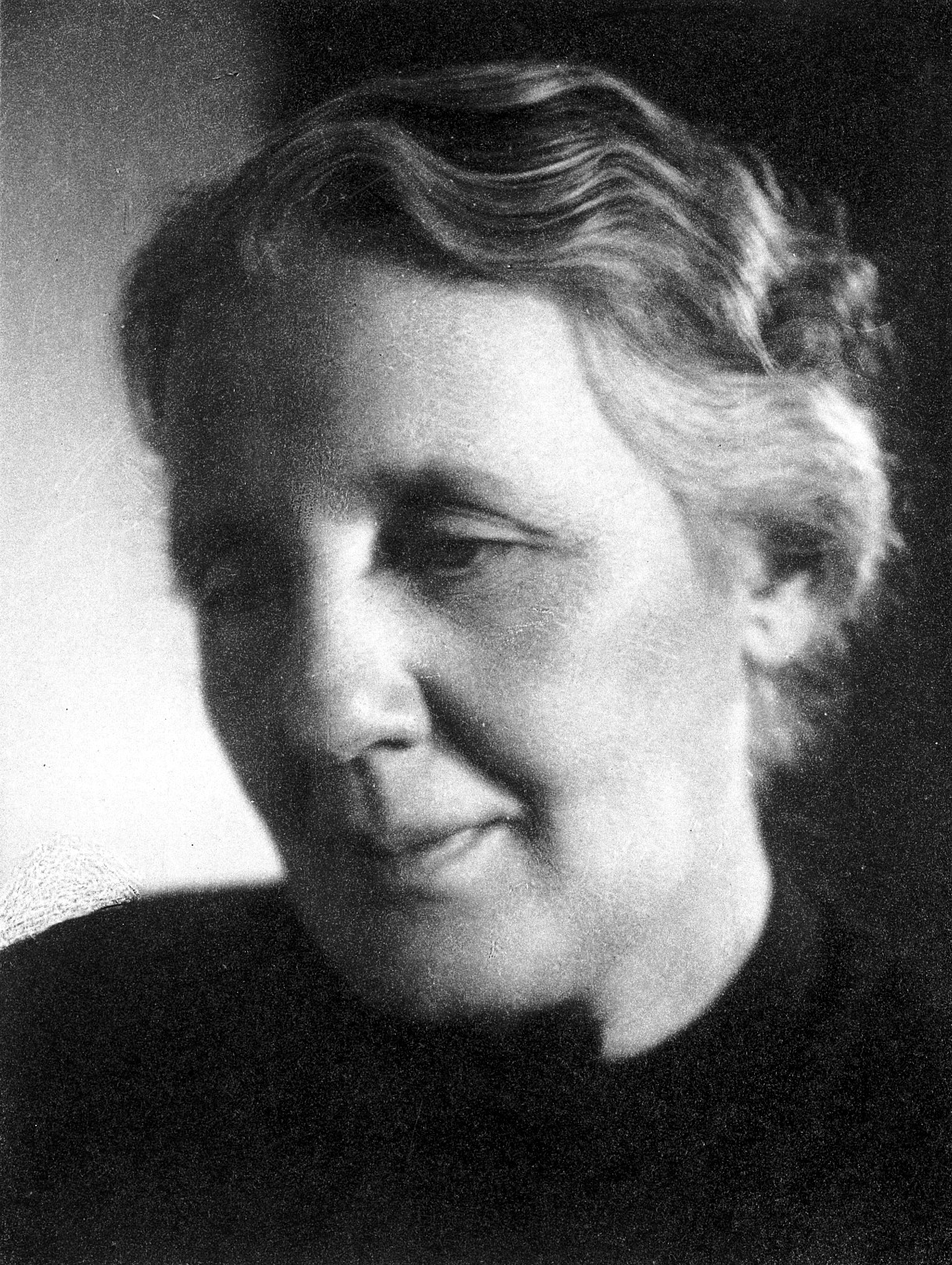
Bertl Sachsel (1944)

Bertl Sachsel, verheiratet als Bertl Gaye, (geboren 1901 in Wien, Österreich-Ungarn; gestorben 1989) war eine britische Fotografin.

## Leben
Bertl Sachsel besuchte die Kunsthochschule in Wien. Sie floh Mitte der 1930er Jahre nach England, Verwandte von ihr wurden Opfer des Holocaust. Sie betrieb in London ein Fotostudio und arbeitete für die Industrie. Sie heiratete 1943 den Ingenieur Felix Gaye (1905–1987), der bei Rolls-Royce arbeitete, ihr Sohn Adrian Lawrence Gaye (1944–2010) wurde Filmregisseur. Die Ehe wurde bald darauf geschieden.
Als Fotografin behielt sie zum Teil ihren Geburtsnamen als Autorennamen bei, Buchillustrationen erschienen unter dem Namen Gaye. Als sie in Thaxted wohnte, hatte sie ihre Dunkelkammer im Gartenhaus eines Nachbarhauses, in dem 1958 bis 1960 die Bürgerrechtlerin Jeanne Wakatsuki Houston und der Schriftsteller James D. Houston wohnten. Gaye lebte ab 1960 in Cambridge.
Verschiedene Berühmtheiten ließen sich von Sachsel porträtieren, so Melanie Klein, E. M. Forster und Benjamin Britten. Sie fotografierte die Hände von Yehudi Menuhin.

## Illustrierte Bücher
- Alexia Wilson: Dunmow diary. Fotografien Bertl Gaye. A. Wilson, 1952
- Clarence Henry Warren: The scythe in the apple tree. On the author's home in Essex. Fotografien Bertl Gaye. London, 1953
- Sheila Mason: The Baby. Fotografien Bertl Gaye. Cambridge University Press, 1974